# Trường Đại học Tài nguyên và Môi trường Thành phố Hồ Chí Minh
Trường Đại học Tài nguyên và Môi trường Thành phố Hồ Chí Minh (tiếng Anh: Ho Chi Minh University of Natural Resources and Environment) là một trường đại học đa ngành tại Việt Nam. Trường trực thuộc Bộ Tài nguyên và Môi trường.

## Lịch sử

#### Giai đoạn 1
Năm 1976, ngay sau khi giải phóng Miền Nam, trường Trung học Đo đạc Bản đồ 2 ra đời theo quyết định số 850/QĐ của Cục Đo đạc và Bản đồ Nhà nước. Lúc mới thành lập, trường đào tạo 2 chuyên ngành: Đo đạc Công trình và Biên vẽ Bản đồ.
Khoảng những Năm 1976 trường Bồi dưỡng Cán bộ Khí tượng Thủy văn được thành lập tại địa chỉ 236b Lê Văn Sỹ, P1 Q Tân Bình, Tp HCM- với nhiệm vụ đào tạo bồi dưỡng các cán bộ làm công tác khí tượng thủy văn khu vực miền Nam.
Năm 1994, Tổng cục Địa chính được thành lập trên cơ sở hợp nhất Tổng cục Quản lý Ruộng đất và Cục Đo đạc và Bản đồ Nhà nước. Ngay sau đó, trường Trung học Đo đạc Bản đồ 2 được đổi tên thành trường Trung học Địa chính 3. Khi đó, bốn chuyên ngành đào tạo chủ yếu là Đo đạc địa hình, Đo đạc Địa chính, Đo đạc Công trình và Quản lý đất đai.
Năm 2001, trường trung học Địa chính 3 được đổi tên thành trường Trung học Địa chính Trung ương 3. Lúc này trường có hai khoa chuyên ngành gồm Khoa Trắc địa bản đồ và Khoa Quản lý đất đai.

#### Giai đoạn 2
Năm 2006, cùng với việc sáp nhập hai trường trung cấp là trung cấp bồi dưỡng cán bộ khí tượng thủy văn (địa chỉ tại 236b Lê Văn Sỹ, P1 ,Q Tân Bình TPHCM) và trung cấp địa chính trung ương 3 (địa chỉ Ấp Long Đức 3, Phùng Hưng, Tam Phước, Long Thành, Đồng Nai) thành trường Cao đẳng Tài Nguyên Và Môi trường Thành phố Hồ Chí Minh.
Lúc này trường Cao đẳng Tài Nguyên Và Môi trường Thành phố Hồ Chí Minh có 2 cơ sở - trụ sở trường là trường trung cấp bồi dưỡng cán bộ khí tượng thủy văn- cơ sở 2 là trường trung cấp địa chính trung ương 3.

#### Giai đoạn 3
Ngày 19 tháng 8 năm 2011, Trường Cao đẳng Tài nguyên và Môi trường Thành phố Hồ Chí Minh được nâng cấp thành trường đại học theo quyết định số 1430/QĐ-TTg của Thủ tướng Chính phủ, trên cơ sở nâng cấp trường Cao đẳng Tài nguyên và Môi trường thành phố Hồ Chí Minh. Trường Đại học Tài nguyên và Môi trường Thành phố Hồ Chí Minh chính thức trực thuộc Bộ Tài nguyên và Môi trường và được giám sát về chất lượng đào tạo bởi Bộ Giáo dục và Đào tạo.

## Cơ sở

#### Trụ sở
Trụ sở tại số 236B Lê Văn Sỹ, phường 1, Quận Tân Bình, TP. Hồ Chí Minh.

#### Cơ sở phụ
Tại xã Tam Phước, thành phố Biên Hòa, tỉnh Đồng Nai.

## Ngành đào tạo
| STT | Tên ngành                                 | Chuyên ngành                                                                                        |
| 1   | Quản trị kinh doanh                       | Quản lý kinh doanh Bất động sản; Quản trị kinh doanh tổng hợp                                       |
| 2   | Địa chất học                              | Địa Môi trường; Địa kỹ thuật                                                                        |
| 3   | Khí tượng học                             | Khí tượng học                                                                                       |
| 4   | Thủy văn học                              | Thủy văn; Quản lý và giảm nhẹ thiên tai                                                             |
| 5   | Biến đổi khí hậu và Phát triển bền vững   | Biến đổi khí hậu và Phát triển bền vững                                                             |
| 6   | Hệ thống thông tin                        | Hệ thống thông tin                                                                                  |
| 7   | Công nghệ thông tin                       | Công nghệ thông tin                                                                                 |
| 8   | Công nghệ kỹ thuật môi trường             | Kỹ thuật môi trường; Quá trình thiết bị và điều khiển công nghệ môi trường                          |
| 9   | Kỹ thuật trắc địa - bản đồ                | Công nghệ thông tin địa lý; Trắc địa công trình; Kỹ thuật địa chính                                 |
| 10  | Kỹ thuật tài nguyên nước                  | Kỹ thuật tài nguyên nước                                                                            |
| 11  | Cấp thoát nước                            | Cấp thoát nước                                                                                      |
| 12  | Quản lý tài nguyên và môi trường          | Quản lý tài nguyên và môi trường                                                                    |
| 13  | Kinh tế tài nguyên thiên nhiên            | Kinh tế tài nguyên môi trường                                                                       |
| 14  | Quản lý đất đai                           | Địa chính; Định giá và Quản trị bất động sản; Hệ thống thông tin quản lý đất đai; Quy hoạch đất đai |
| 15  | Quản lý tổng hợp tài nguyên nước          | Quản lý tổng hợp tài nguyên nước                                                                    |
| 16  | Quản lý tài nguyên khoáng sản             | Quản lý tài nguyên khoáng sản                                                                       |
| 17  | Quản lý tài nguyên và môi trường biển đảo | Quản lý tài nguyên và môi trường biển đảo                                                           |

## Nghiên cứu khoa học
Công tác nghiên cứu khoa học Lưu trữ ngày 4 tháng 10 năm 2021 tại Wayback Machine là một nhiêm vụ quan trọng được nhà trường quan tâm bên cạnh nâng cao chất lượng giáo dục và đào tạo. Ngay từ khi mới thành lập, nhà trường đã áp dụng hàng loạt chế độ chính sách ưu đãi cho cán bộ, giáo viên, công nhân viên và sinh viên như: khen thưởng hàng năm đối với những đề tài có chất lượng, ban hành các quy định nhằm tạo điều kiện tốt cho người tham gia nghiên cứu khoa học Lưu trữ ngày 4 tháng 10 năm 2021 tại Wayback Machine.
Trường Đại học Tài nguyên và Môi trường tập trung đầu tư các trang thiết bị thực hành, thí nghiệm để đáp ứng yêu cầu nghiên cứu khoa học trong tương lai. Các Phòng thí nghiệm hiện hữu hiện nay:
- Phòng thí nghiệm Môi trường: 120 tên loại với 160 thiết bị, đạt chuẩn ISO/IEC 17025:2005.
- Phòng thí nghiệm Thực hành máy Khí tượng, Thủy văn: 68 tên loại, với 285 thiết bị.
- Phòng máy trắc địa - bản đồ: 59 tên loại, với 1.080 thiết bị dụng cụ.
- Phòng thực hành hóa lý đại cương: 37 tên loại, với 591 thiết bị dụng cụ.
- Phòng thí nghiệm - thực hành Địa chất: 151 tên loại, với 826 thiết bị.
- Phòng thực hành dự báo khí tượng thủy văn: 35 tên loại với 90 thiết bị.
- Xưởng thực hành cấp thoát nước: 57 tên loại, với 76 thiết bị.